# Projeto dearMoon

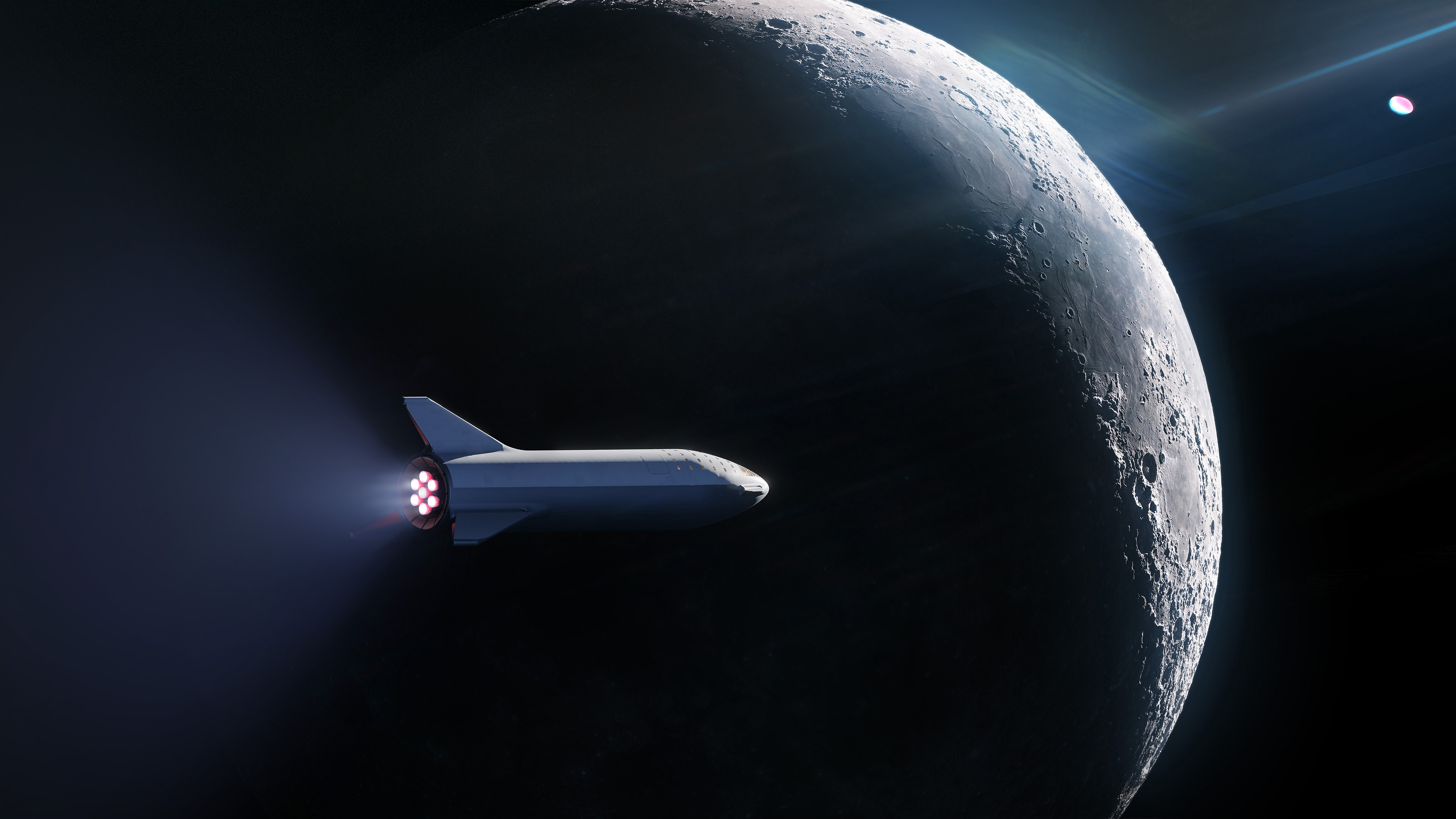
Representação artística do Starship passando pela Lua

O projeto dearMoon seria uma missão de turismo lunar e um projeto artístico concebido e financiado pelo bilionário japonês Yusaku Maezawa. Usaria o SpaceX Starship num voo de turismo espacial numa trajetória circunlunar ao redor da Lua. Os passageiros seriam Mawzawa, 8 civis e um ou dois tripulantes. O projeto foi revelado em setembro de 2018.
O objetivo seria ter entre seis e oito passageiros voando com Maezawa ao redor da Lua numa viagem de seis dias. Maezawa esperava que a experiência do turismo espacial iria inspirar os passageiros na criação de artes inéditas, que seriam então exibidas algum tempo após o retorno para promover a paz mundial.
Maezawa havia contratado a SpaceX para um sobrevoo lunar na Dragon V2, que seria lançada pelo Falcon Heavy e levaria apenas dois passageiros. Mas conforme o anúncio da SpaceX no começo de 2018, o plano do Falcon Heavy foi deixado de lado para realizar a missão via Starship.
No momento, em 2025, a Starship está em desenvolvimento e continua na fase de testes. A missão foi oficialmente cancelada em 2024.

## História
No dia 27 de fevereiro de 2017, a SpaceX anunciou que estavam planejando lançar dois turistas espaciais numa trajetória de retorno livre ao redor da Lua. Depois de um tempo, foi descoberto ser o bilionário Yusaku Maezawa e um amigo do mesmo. Essa missão, que teria lançado no final de 2018 estava planejada para usar a cápsula Dragon V2 já desenvolvida sobre contrato para o Commercial Crew Program da NASA e lançado com o Falcon Heavy. Como também sendo uma fonte de dinheiro para a empresa, qualquer missão do tipo serviria como desenvolvimento tecnológico para os demais planos da SpaceX para colonizar Marte.
Na época do anúncio de 2017, a cápsula Dragon V2 ainda estava sendo desenvolvida tanto quanto o Falcon Heavy, e o Falcon Heavy ainda não tinha realizado um vôo, e a Dragon V2 também não tinha autorização para lançamentos tripulados, considerando que, para conseguir a autorização, requer bastante tempo. Analistas industriais notaram que a programação proposta pela SpaceX poderia ser muito ambiciosa, era esperado que a cápsula precisasse de modificações para lidar com diferenças nos perfis de voo entre o voo lunar proposto e outros, como o uso principal como transferência de tripulações entre Estações Espaciais orbitando a Terra.
Em fevereiro de 2018, a SpaceX anunciou que não haviam mais planos de certificar o Falcon Heavy para voo tripulado e que as missões lunares seriam realizadas no Starship (então conhecido como BFR). Então, em 14 de setembro de 2018, SpaceX anunciou que o passageiro previamente contratado seria lançado a bordo do Starship para sobrevoar a Lua em 2023. O Starship terá um volume pressurizado de 1,000 m3 (35,000 cu ft), grandes áreas comuns, armazenamento centrar, cozinha e um escudo contra tempestade solar. Com o início dos testes do Starship em 2023, a missão foi adiada até uma data indeterminada, sendo então cancelada em 2024, devido à incerteza do desenvolvimento da nave no curto prazo.

## Tripulação
No dia 7 de fevereiro de 2019, o canal no Youtube do dearMoon postou um vídeo onde Maezawa discute o filme First Man com o diretor Damien Chazelle e o protagonista Ryan Gosling. No vídeo, Maezawa oficialmente convida Chazelle para participar no projeto dearMoon, tornando Chazelle a primeira pessoa a receber um convite público. Entretanto, Chazelle respondeu que teria de pensar no assunto e discutir com sua esposa.
No dia 3 de março de 2021, Yusaku Maezawa anunciou que oito membros do público seriam selecionados para o voo. A tripulação foi anunciada no dia 8 de dezembro de 2022.
| Posição      | Tripulante      |
| ------------ | --------------- |
| Tripulante 1 | Yusaku Maezawa  |
| Tripulante 2 | Steve Aoki      |
| Tripulante 3 | Tim Dodd        |
| Tripulante 4 | Yemi A.D.       |
| Tripulante 5 | Karim Illiya    |
| Tripulante 6 | Rhiannon Adam   |
| Tripulante 7 | Brendan Hall    |
| Tripulante 8 | Dev Joshi       |
| Tripulante 9 | Choi Seung-hyun |

## Objetivo

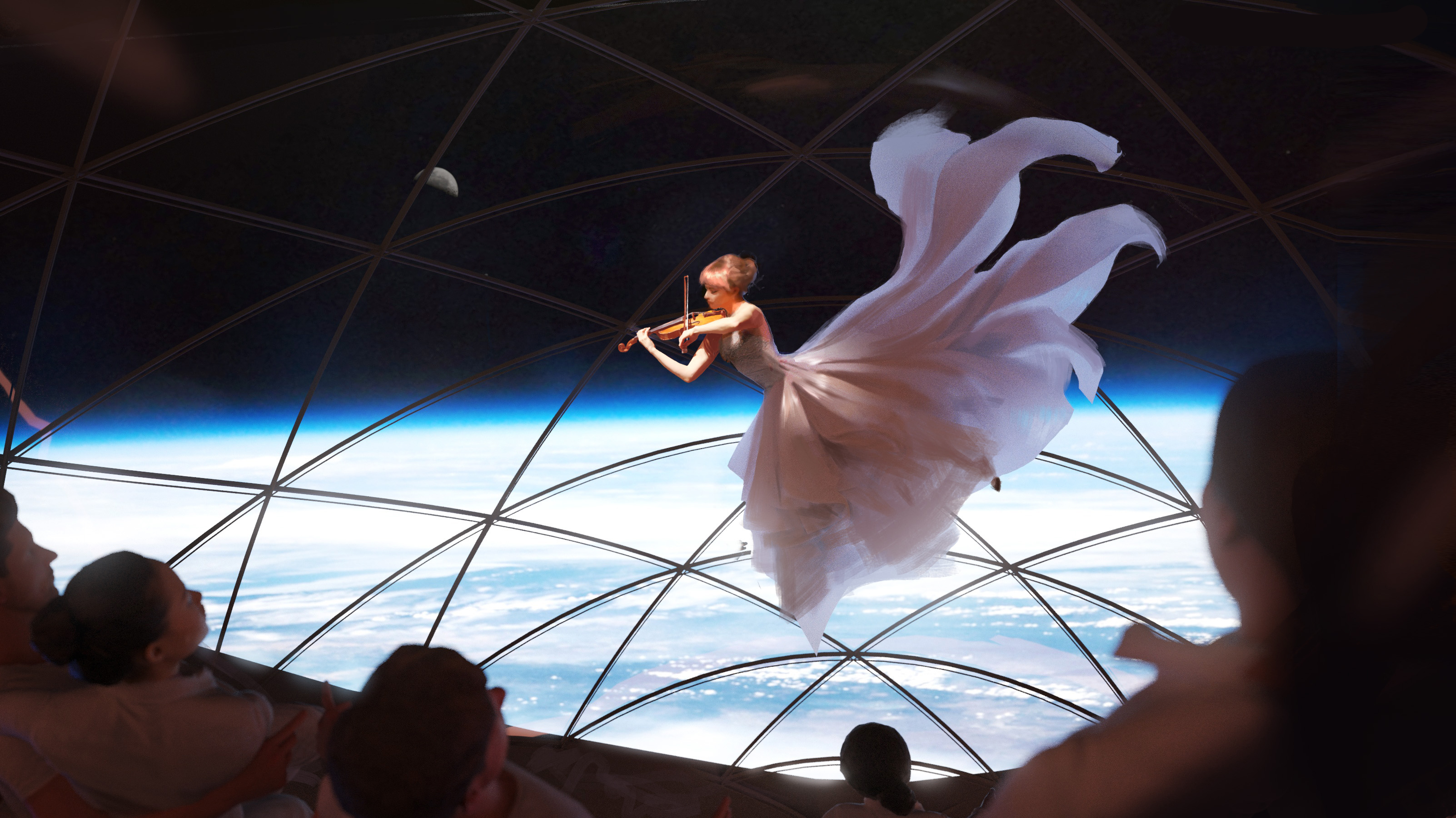
Uma representação artística de uma apresentação de violino dentro do Starship

Os passageiros do Projecto DearMoon serão Yusaku Maezawa e mais 6 a 8 artistas bem sucedidos que Maezawa convidouá para viajar com ele de graça. Um ou dois astronautas e um número indeterminado de pilotos da SpaceX também poderiam voar abordo.  Maezawa esperava que esse voo os inspire em suas criações de novas artes, que serão apresentadas algum tempo após seu retorno, além de esperar que esse projeto fosse promover a paz mundial.

## Perfil da missão
Originalmente proposta para lançar em 2023, a missão circunlunar é esperada que leve 6 dias para ser completa. Em 1970, a Apollo 13 seguiu uma trajetória similar ao redor da Lua, sem entrar em órbita ou pousar. Durante a década de 2020, a Artemis 1 e Artemis 2 também foram propostas para lançar em trajetórias similares.
- Este artigo foi inicialmente traduzido, total ou parcialmente, do artigo da Wikipédia em inglês cujo título é «SpaceX lunar tourism mission».